# Повітряна медаль (США)
Повітряна медаль (США) (англ. Air Medal) — військова нагорода у системі нагород Повітряних сил США, що присвоюється військовослужбовцям цього виду збройних сил країни за видатні заслуги під час бойових дій у повітрі.

## Зміст
Повітряна медаль була заснована Виконавчим наказом № 9158, підписаним 11 травня 1942 року Франкліном Д. Рузвельтом. Нею нагороджували заднім числом до 8 вересня 1939 року включно усіх, хто відзначився заслугами під час служби в лавах Збройних сил у повітряних боях.
Початкові критерії нагородження Повітряною медаллю, що були встановлені від 25 вересня 1942 року, визначали параметри для відзначення:
- знищення морського судна або підтверджене збиття трьох літаків противника у повітрі. Усі члени екіпажу могли бути відзначені за знищення корабля, але тільки пілот або бортовий стрілок, нагороджувалися за знищення ворожого літака.
- за 25 оперативних бойових вильотів, під час яких очікувався вогонь противника.
- за 100 бойових літако-вильотів, під час яких не очікувався вогневий вплив противника.

Ці критерії варіативно змінювалися командувачами кожної повітряної армії, в залежності від особливостей та характеру театру воєнних дій, де велися бойові дії, та з метою підтримки морального духу льотчиків. Хрестом льотних заслуг зазвичай нагороджувалися приблизно у вдвічі-п'ять разів частіше, ніж Повітряною медаллю. Згодом це призвело до того, що обидві нагороди вручалися за особистий внесок у виконання певної кількості бойових літако-вильотів, а не за визначні заслуги та виявлену хоробрість при виконанні бойового завдання, як передбачалося спочатку. Нагороди за участь у бойових польотах було скасовано згідно з меморандумом нагородної ради штабу Повітряних сил, підписаним 5 серпня 1943 року. Це допомогло уникнути ситуацій, коли військовослужбовець представлявся до нагороди за участь у п'яти і більше польотах, а потім з морально-етичних міркувань, у ряді випадків за неналежну поведінку, його звільняли зі служби у повітряних силах.

### Повітряні сили армії (1942—1947)
Під час Другої світової війни критерії нагородження медаллю сильно варіювалися залежно від театру воєнних дій, типу літального апарата та виконаних завдань. У Європі повітряний простір вважався повністю контрольованим ворогом, а також таким, що характеризувався потужною протиповітряною обороною нацистської Німеччини, тому критерії були змінені порівняно з критеріями, визначеними для оригінальної медалі. Члени екіпажів бомбардувальників, фоторозвідників або спостерігачів і льотчики транспортної авіації отримували її за п'ять бойових вильотів, льотчики-винищувачі — за десять бойових вильотів, окремі льотчики або члени екіпажів авіації отримували по одній нагороді за кожен збитий літак противника. В інших регіонах Тихого океану та на театрі воєнних дій у Китаї, Бірмі та Індії пілоти та екіпажі літали здебільшого над неконтрольованим або спірним повітряним простором протягом довгих годин, і зустрічалися з меншими засобами ППО, тому використовувалися набагато вищі критерії. Протичовнові патрулі, які діяли з території Сполучених Штатів, могли претендувати на медаль, якщо льотчик набрав 200 годин бойових вильотів.

### Повітряні сили (1947–тепер)
Нагородження Повітряною медаллю може здійснюватися за окремі заслуги чи відвагу в бою або за відмінну службу в зоні бойових дій. Нагородження цією медаллю насамперед призначено для відзначення персоналу, який є членом екіпажу або не є членом екіпажу, що вимагає від них регулярної та частої участі в польотах під час виконання своїх основних обов'язків. Однак вона також може бути вручена деяким іншим особам, чиї бойові обов'язки вимагають регулярних і частих польотів у статусі, відмінному від пасажирського, або особам, які виконують особливо важливу дію при виконанні функції члена екіпажу, але які не мають польотного статусу. Ці особи повинні здійснити помітний внесок в оперативну наземну бойову місію або в польотну місію літака.
Прикладами особового складу, чиї бойові обов'язки вимагають польотів, є ті, хто входить до складу ударних підрозділів, які беруть участь у повітряно-наземних атаках на озброєного супротивника, а також ті, хто бере безпосередню участь у командуванні повітряними компонентами та управлінні операціями бойової авіації. Прикладами можуть бути транспортні засоби, що виконують операції з медевакуації або поповнення запасів, або літаки, що беруть участь у розвідці ворожого повітряного простору. Нагороди не присуджують особам, які використовують повітряний транспорт виключно з метою переміщення з точки в точку в зоні бойових дій.
Армія може нагороджувати Повітряною медаллю за службу в мирний час, але право на присвоєння мають генерали загального рангу на рівні групи, бригади або вище. Повітряні сили не нагороджують Повітряною медаллю за постійну оперативну діяльність і польоти в мирний час. Натомість за небойові заслуги нагороджується медаллю «За досягнення в повітрі», заснованої в 1988 році.

## Опис медалі
Дизайн медалі встановлений законодавством.
Опис: Бронзова роза вітрів має діаметр 111⁄16 дюймів із зображенням орла, що несе в кігтях дві блискавки. Лілія у верхній точці тримає кільце для підвіски. Верхні частини троянди компаса на реверсі моделюються центральною частиною планки для гравіювання імені одержувача.
Стрічка: стрічка має ширину 13⁄8 дюймів і складається з таких смуг:
- 1⁄8 дюйма кольору синій ультрамарин (Ultramarine Blue 67118);
- ¼ дюйма золотистого апельсина (Golden Orange 67109);
- по центру 5⁄8 дюймів синій ультрамарин;
- ¼ дюйма золотистого апельсина; і
- 1⁄8 дюйма синій ультрамарин.

## Відомі нагороджені
Серед найвідоміших кавалерів Повітряної медалі є:
| - Маргарита Бабинець - Базз Олдрін - Ніл Армстронг - Річард Айра Бонг - Тоні Беннетт - Патрік Генрі Брейді | - Генрі Арнольд - Джордж Герберт Вокер Буш - Бен Найтгорс Кемпбелл - Девід Крістіан - Роджер Чаффі - Реймонд Клаузен молодший | - Брюс Крендалл - Бенджамін Девіс молодший - Джеймс Дуліттл - Вейн Даунінг - Теммі Дакворт - Майкл Дюрант | - Кларк Ґейбл - Габбі Габрескі - Джон Гленн - Вірджил Гріссом - Девід Хекворт - Браян Кейт | - Бен Курокі - Кертіс Лемей - Джон Левітов - Ненсі Гаркнесс Лав - Джеймс Ловелл - Дуглас Макартур | - Джон Маккейн - Енн Макклейн - Чарльз Макгі - Джордж Макговерн - Томас Макгвайр - Еван Мікем | - Гаролд Ґ. Мур - Колін Павелл - Джин Родденберрі - Норман Шварцкопф - Джеймс Стюарт - Джеймс Стокдейл |